# Plac manewrowy

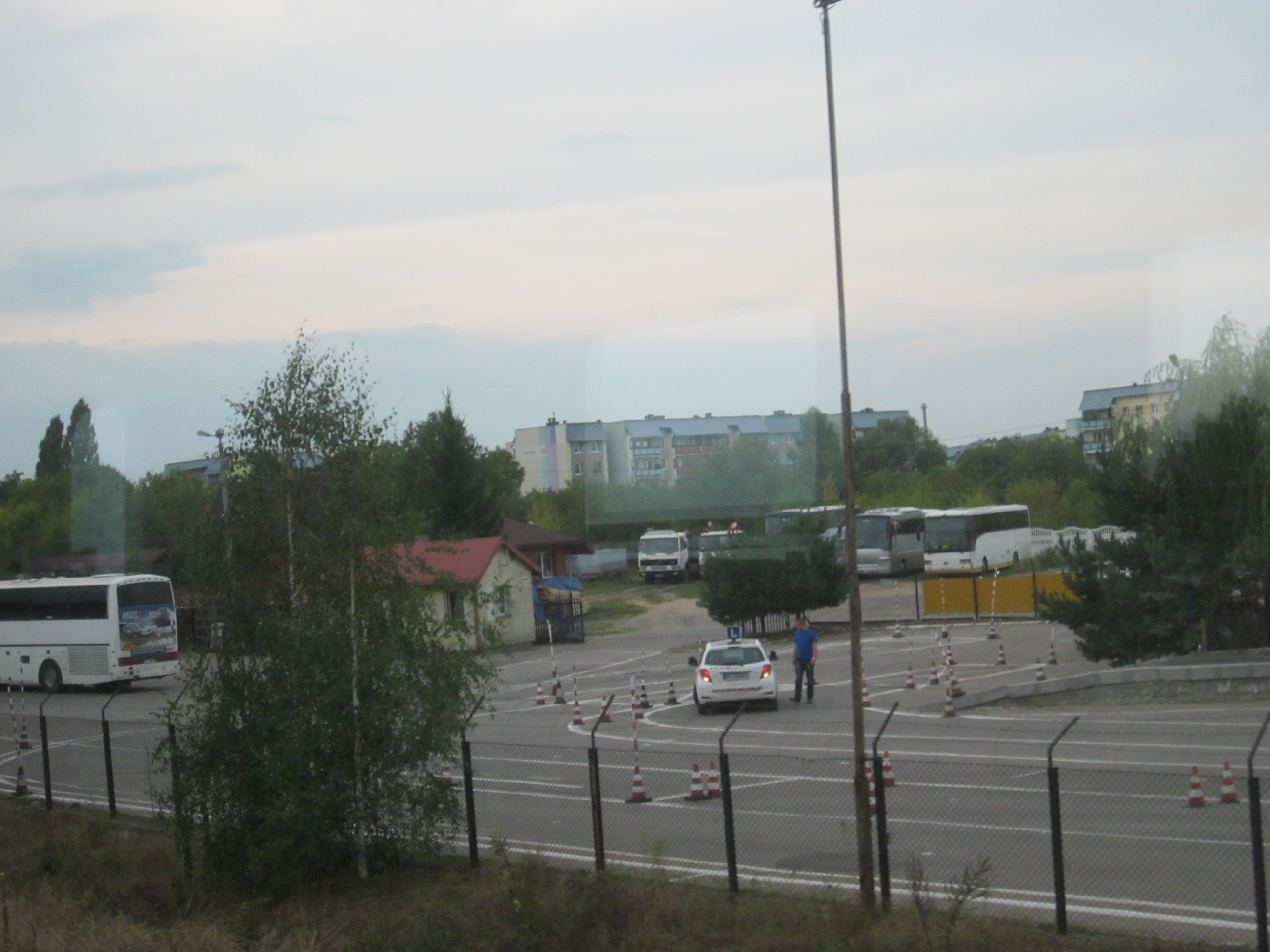
Plac do nauki jazdy w Białymstoku

Plac manewrowy – obszar służący do sprawdzania umiejętności wykonywania podstawowych manewrów w ruchu drogowym.

Wymiary toru jazdy na placu manewrowym

Plac manewrowy zawiera następujące elementy (każdy element może występować wielokrotnie):
- pas ruchu z łukiem o znormalizowanych wymiarach – wymiary poszczególnych kategorii na rysunku
- rząd pachołków i pas ruchu w kształcie ósemki o znormalizowanych wymiarach – dla kategorii A/A1
- kształty typowych miejsc parkowania – dla kategorii C i D, do roku 2005 również dla kategorii B/B1
- wzniesienie do sprawdzania umiejętności ruszania z miejsca mając zaciągnięty hamulec ręczny – dla kategorii B/B1.

Prawidłowe wykonanie manewrów na placu manewrowym jest obowiązkową częścią egzaminu na prawo jazdy poprzedzającą jazdę w ruchu miejskim.
Dla treningu umiejętności wykonywania manewrów, każdy ośrodek szkolenia kierowców również posiada plac manewrowy.